# Westley Gough
Westley Gough (ur. 4 maja 1988 w Waipukurau) – nowozelandzki kolarz torowy i szosowy, brązowy medalista olimpijski, czterokrotnie brązowy medalista mistrzostw świata.
Jeden raz występował w igrzyskach olimpijskich. W 2008 roku w Pekinie zdobył brązowy medal (razem z Haydenem Roulstonem, Samem Bewleyem, Marcem Ryanem i Jessem Sergentem) w wyścigu na dochodzenie drużynowo. Dwukrotnie brązowy medalista mistrzostw świata (2009, 2010) i srebrny igrzysk Wspólnoty Narodów w 2010 roku oraz mistrz świata juniorów (2005) w drużynowym wyścigu na dochodzenie.
Mistrz Nowej Zelandii w szosowym wyścigu (kryterium) w 2008 roku oraz w omnium w 2010 roku.